# Kuzyakahacılar, Safranbolu
Kuzyakahacılar là một xã thuộc huyện Safranbolu, tỉnh Karabük, Thổ Nhĩ Kỳ. Dân số thời điểm năm 2010 là 35 người.